# Mrazivý polibek
Mrazivý polibek je román s upírskou tematikou od Richelle Mead. Je v pořadí druhým románem série Vampýrská akademie – bestselleru podle New York Times. Mrazivý polibek pokračuje v příběhu hlavní postavy Rose Hathawayové, její svěřenkyně princezna Vasilisy "Lissy" Dragomirové, jejího začínajícího vztahu se svým instruktorem Dimitriem Belikovem a jejího vzdělání, aby se mohla stát Strážcem.

## Děj
Příběh začíná, když Rose a Dimitri cestují, aby se setkali s  legendárním strážcem Arthurem Schoenbergem, s nímž měla Rose složit kvalifikační zkoušku. Po příchodu do domova morojské rodiny, kterou strážce chrání, objeví krvavý masakr celé rodiny a jejich strážců, včetně Arthura. Z důkazů poznají, že se jednalo o útok Strigojů, kterým ale museli pomáhat i lidé. Masakr v upírském společenství vyvolá vysokou pohotovost. Dimitri pak trvá na tom, aby se Rose setkala s jeho přítelkyní, Tashou Ozerou, která je Christianovou tetou. Aby byli studenti Akademie svatého Vladimíra v bezpečí, hned po Vánocích odjíždí na lyžařský výlet do areálu ve vlastnictví bohatých morojských rodin.
Během lyžařského výletu se šíří panika z další zprávy o Strigojském útoku na královskou morojskou rodinu. Rose se zde setkává s královským Adrianem Ivaškovem, který o ni má zřejmý zájem. Adrian se brzy spřátelí také s Lissou, když zjistí, že je, stejně jako on, uživatelkou éteru.
Rose, Christian a jejich přátelé uprchnout z areálu, aby na vlastní pěst dopadli Strigoje, kteří je napadnou a drží několik dní v zajetí. Rose s Christianem nakonec vymyslí plán, jak uniknout, a všem se podaří dostat ven z domu do ochrany světla. Jediná Rose se ven nedostane, protože bojuje s vůdcem Strigojů. Mason se jí pokusí pomoci, je ale zabit. Rose pak zabije oba Strigoje jako pomstu za Masonův život. Pak se zhroutí v šoku, zatímco za nimi dorazí ostatní Strážci. Po návratu na Akademii svatého Vladimíra, Rose obdrží svoje první značky za zabité upíry. Na konci knihy Dimitri vyzná Rose lásku.